# Округ Белтрами (Минесота)
Белтрами (енгл. Beltrami County) је округ у америчкој савезној држави Минесота.

## Демографија
По попису из 2010. године број становника је 44.442, што је 4.792 (12,1%) становника више него 2000. године.
| Група             | 2000.          | 2010.          |
| Белци             | 30.243 (76,3%) | 33.066 (74,4%) |
| Афроамериканци    | 142 (0,4%)     | 262 (0,6%)     |
| Азијати           | 225 (0,6%)     | 309 (0,7%)     |
| Хиспаноамериканци | 394 (1,0%)     | 676 (1,5%)     |
| Укупно            | 39.650         | 44.442         |